# Мама Ануш
«Мама Ануш» — советский двухсерийный телефильм 1983 года снятый на киностудии «Арменфильм» режиссёром Араиком Вауни.

## Сюжет
Чтобы был ближе к своему сыну, проходящему срочную службу, мама Ануш едет в далёкий город…

## В ролях
- Лия Ахеджакова — Анна Григорьевна Мигуля, «мама Ануш», мама Юрика
- Лев Дуров — Николай Мигуля, отец Юрика
- Азат Шеренц — Миртакар-ата
- Тигран Восканян — Юрик
- Р. Давтян — Каринэ
- Э. Григорян — стюардесса
- Степан Кеворков — Семен Семенович
- Александр Хачатрян — Михаил Михайлович Захаров, майор, заместитель командира по политической части
- Айкануш Еремян — бабушка Тамара

## Критика
Первая главная роль актрисы Лии Ахеджаковой, практически её монофильм:

роль, исполненная в привычной для Ахеджаковой стилистике, где комические и драматические сцены сплетаются в одну неразрывную сюжетную нить, еще раз — и теперь уже на практике доказала, что её артистический талант выдерживает самые сложные испытания и способен покорить самую разнородную телевизионную аудиторию простотой правды.— Телевидение и радиовещание, 1985